# Joel Peralta
Joel Peralta Gutiérrez (nacido el 23 de marzo de 1976 en Bonao) es un ex lanzador relevista dominicano que permaneció 11 años en Grandes Ligas con los equipos de Los Angeles, Kansas City, Colorado, Washingthon, Tampa Bay, Dodgers, Seattle y Chicago.

## Carrera
Peralta firmó con los Atléticos de Oakland como amateur en 1996. Lo liberaron en 1998. Luego firmó con los Angelinos de Anaheim en 1999, y se quedó con la organización en las ligas menores, recibió un ascenso a las ligas mayores en 2005.
Después de la temporada 2005, fue seleccionado en waivers por los Reales de Kansas City desde los Angelinos. Pasó tres temporadas con los Reales, y luego firmó con los Rockies de Colorado en la temporada 2009.
Al final de la temporada 2009, se convirtió en agente libre y firmó un contrato de ligas menores con los Nacionales de Washington. Tuvo un excelente 2010 en AAA con Syracuse Chiefs, salvando 20 juegos sin desperdiciar ninguno, registrando una efectividad de 1.08. El 21 de junio, fue llamado para unirse a los Nacionales como un octavo relevista, y la noche siguiente hizo su debut en 2010, lanzándole a un bateador e induciendo una doble matanza. A Peralta no se le hizo oferta después de la temporada 2010, para evitar darle un aumento en arbitraje.
Durante la temporada baja de 2010, Peralta firmó un contrato por un año con los Rays de Tampa Bay, recibiendo $900,000 dólares.
Durante la temporada baja de 2011, Peralta firmó un contrato de un año para volver a Tampa Bay, recibiendo $2.175 millones de dólares.
En diciembre de 2016 anunció su retiro del béisbol profesional.